# Ehekirchen
Ehekirchen – miejscowość i gmina w Niemczech, w kraju związkowym Bawaria, w rejencji Górna Bawaria, w regionie Ingolstadt, w powiecie Neuburg-Schrobenhausen. Leży około 12 km na południowy zachód od miasta Neuburg an der Donau.

## Dzielnice
W skład gminy wchodzą następujące dzielnice: Ambach, Bonsal, Buch, Dinkelshausen, Ehekirchen, Fernmittenhausen, Haselbach, Hollenbach, Schönesberg, Walda, Holzkirchen, Nähermittenhausen, Seiboldsdorf, Schainbach i Weidorf.

## Demografia
| Rok  | Liczba mieszk. |
| ---- | -------------- |
| 1970 | 2 906          |
| 1987 | 3 118          |
| 2000 | 3 593          |
| 2005 | 3 752          |

### Struktura wiekowa
Dane o ludności z 31 grudnia 2008:
| Opis                                | Ogółem | Ogółem | Kobiety | Kobiety | Mężczyźni | Mężczyźni |
| ----------------------------------- | ------ | ------ | ------- | ------- | --------- | --------- |
| Jednostka                           | osób   | %      | osób    | %       | osób      | %         |
| Populacja                           | 3690   | 100    | 1827    | 49,51   | 1863      | 50,49     |
| Wiek przedprodukcyjny (0–17 lat)    | 805    | 21,82  | 406     | 11      | 399       | 10,81     |
| Wiek produkcyjny (18–65 lat)        | 2318   | 62,82  | 1110    | 30,08   | 1208      | 32,74     |
| Wiek poprodukcyjny (powyżej 65 lat) | 567    | 15,37  | 311     | 8,43    | 256       | 6,94      |

## Polityka
Wójtem gminy jest Günter Gamisch z FWDG, wcześniej urząd ten pełnił Heinrich Schmalbach, rada gminy składa się z 16 osób.
|      | CSU | SPD/UB | FWDG | Razem |
| 2008 | 6   | 1      | 9    | 16    |
| 2002 | 7   | 2      | 7    | 16    |

## Oświata
W gminie znajdują się dwa przedszkola oraz szkoła podstawowa z częścią Hauptschule (17 nauczycieli, 310 uczniów).